# Charles-Louis Bazin
Charles-Louis Bazin fue un pintor, escultor, grabador y litógrafo francés, nacido el año 1802 en París y fallecido el 1859 en la misma ciudad .
Fue alumno de Girodet-Trioson y de François Gérard, después de que este último grabase un retrato de Albertine de Stael, Duchesse de Broglie.
En la iglesia parroquial de Saint-Pierre et Saint-Paul de Evaux-les-Bains, se conserva un lienzo pintado al óleo, un Cristo en la cruz pintado por Charles-Louis Bazin.

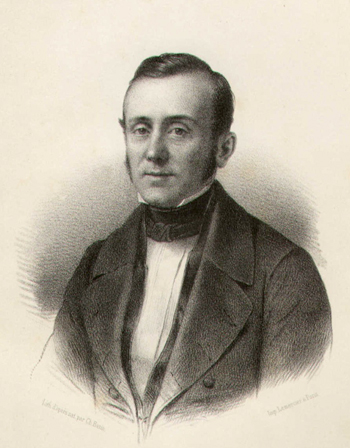
Retrato del político francés Adolphe Billault.
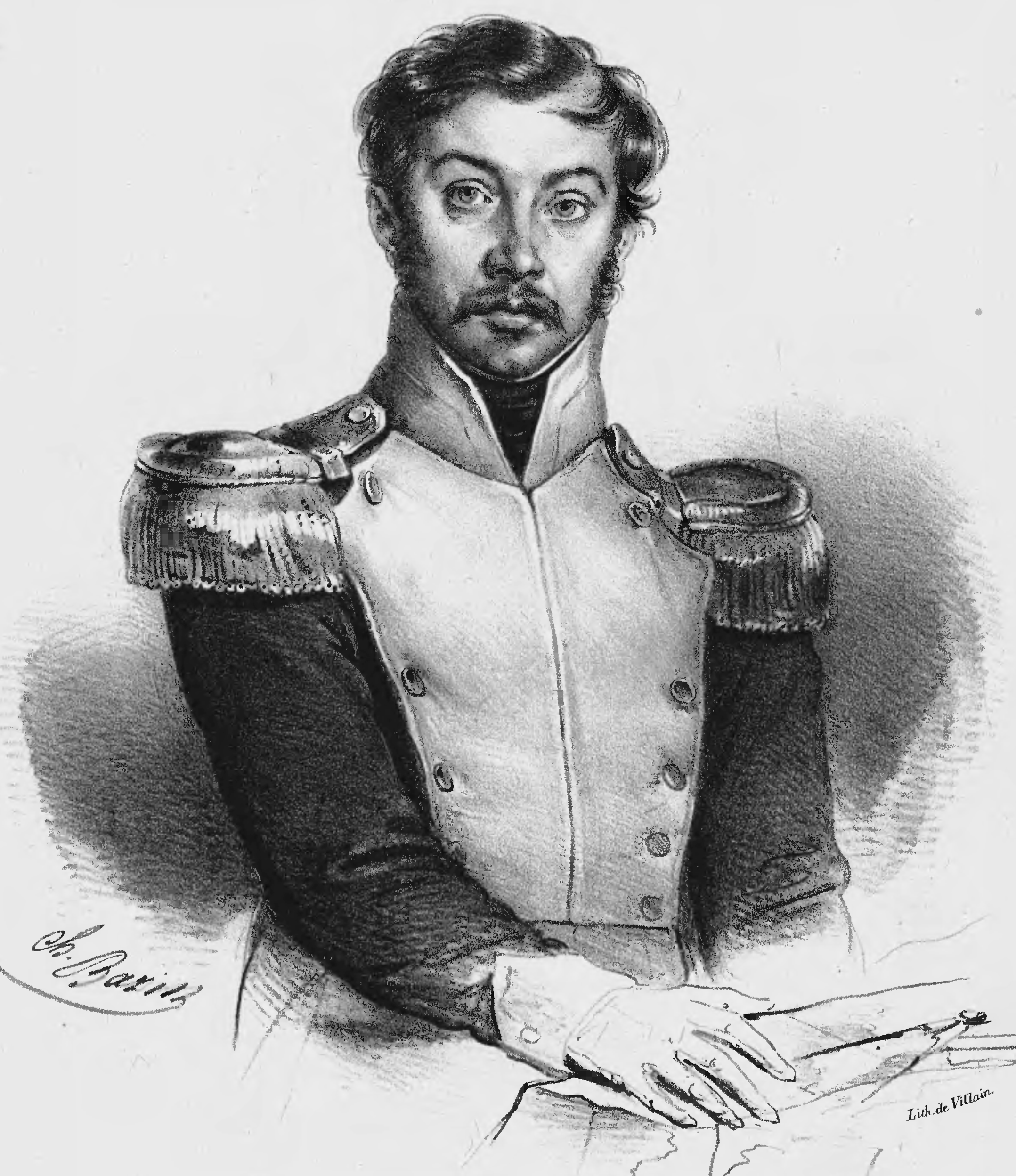
Retrato de Józef Zaliwski, oficial del ejército polaco.

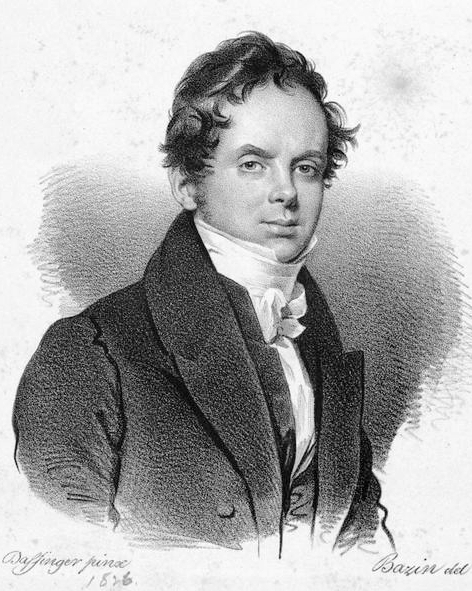
Guillaume-Isidore Baron de Montbel
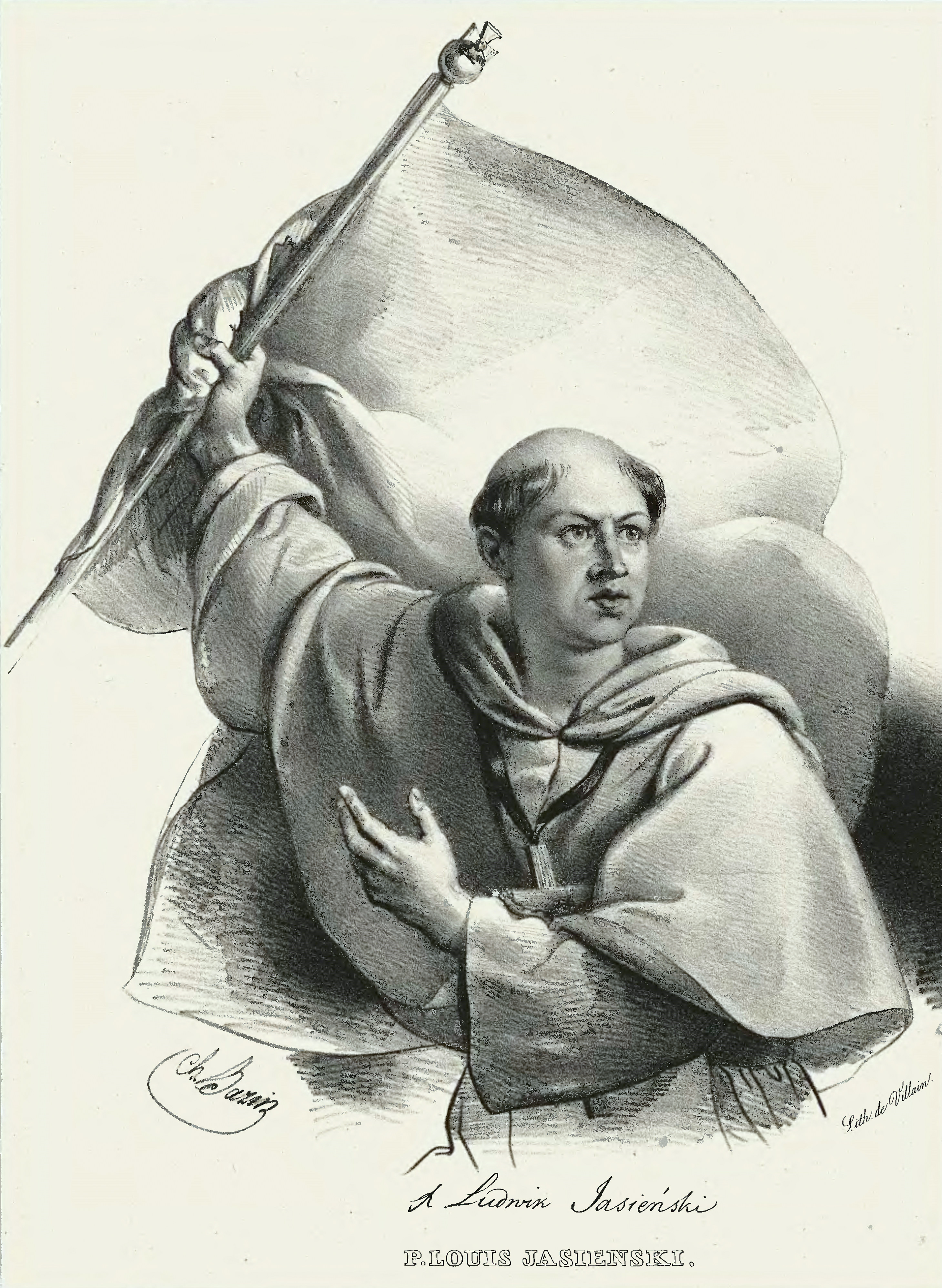
Jasienski
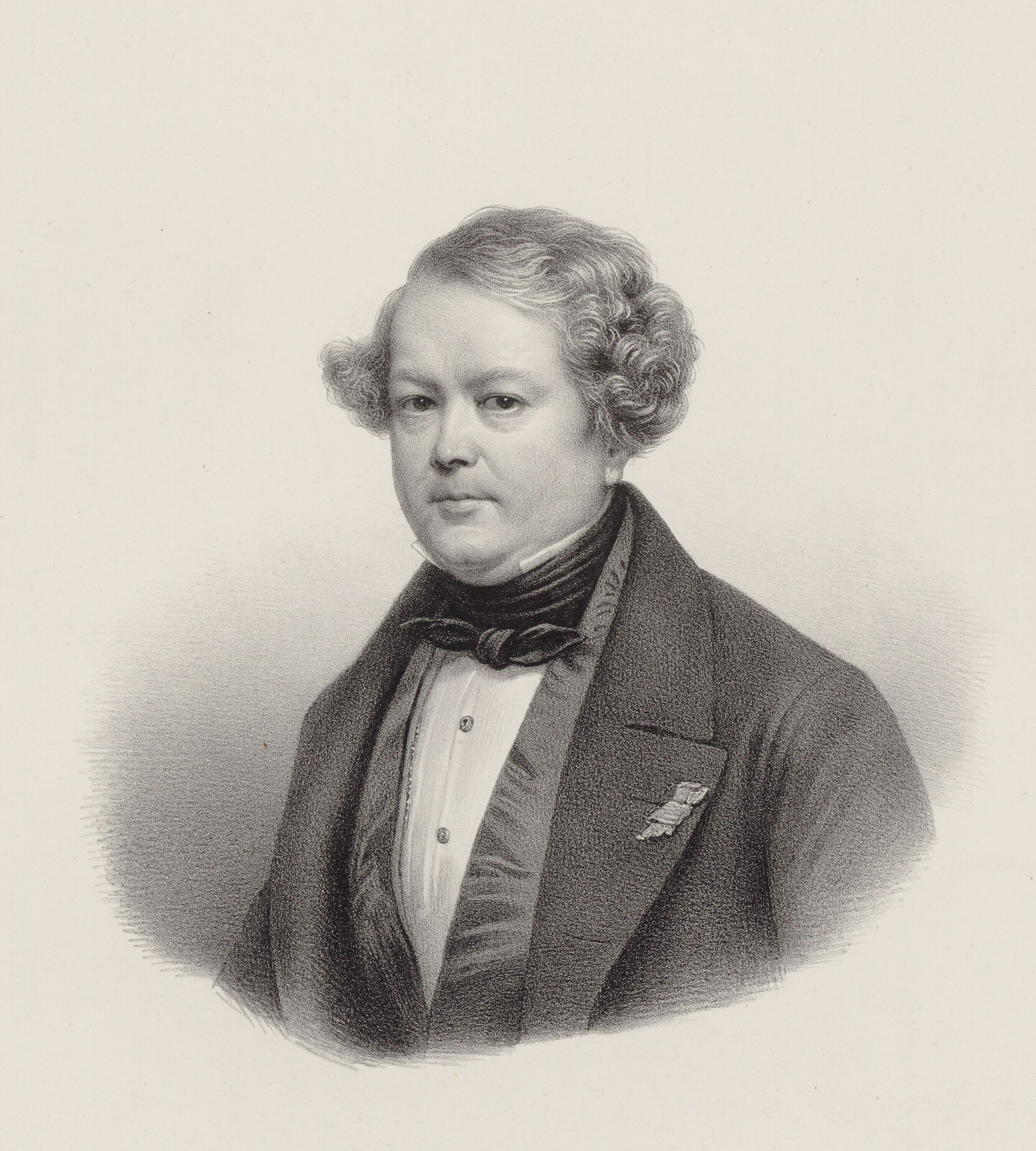
El músico, Auguste Mathieu Panseron
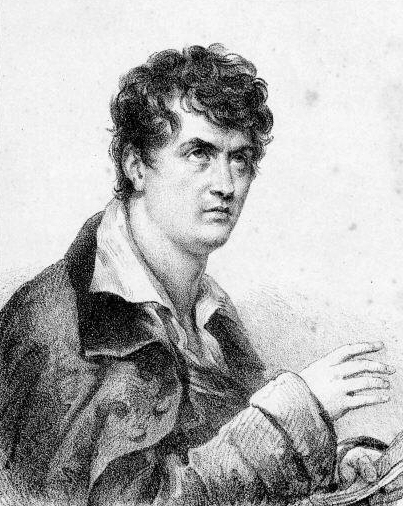
El actor François Joseph Talma